# Evelin Jahl
Evelin Jahl, de soltera Evelin Schlaak, (Annaberg-Buchholz, República Democràtica Alemanya, 28 de març de 1956) és una atleta alemanya, ja retirada, guanyadora de dues medalles olímpiques d'or en llançament de disc.
Va participar, als 20 anys, en els Jocs Olímpics d'Estiu de 1976 realitzats a Mont-real (Canadà), on va aconseguir guanyar la medalla d'or en la prova femenina de llançament de disc per davant de la búlgara Maria Vergova, establint un nou rècord olímpic amb un tir de 69.00 metres. En els Jocs Olímpics d'Estiu de 1980 realitzats a Moscou (Unió Soviètica) Vergova i Jahl es repartiren altre cop aquestes mateixes posicions, establint l'alemanya oriental un altre rècord olímpic amb un tir de 69.96 metres.
Al llarg de la seva carrera guanyà una medalla d'or en el Campionat d'Europa d'atletisme i una medalla de plata en la Universíada. El 12 d'agost de 1978 establí un nou rècord del món de l'especialitat amb un tir de 70.72 metres, que allargà a 71.50 m. el 10 de maig de 1980.